# Японец (транспортное судно)
«Японец» — винтовое транспортное судно с парусным вооружением Российского Императорского флота. В 1860 году по инициативе начальника Отряда судов в Китайском море капитана 1-го ранга Лихачева И. Ф. занял формально принадлежавший Китаю залив Посьета, основав там пост Новгородский. Принял активное участие в основании и строительстве Владивостока и изучении вод Тихого океана.

## Строительство
Транспорт «Японец» построен на верфях города Нью-Йорка в 1858 году (по другим данным в 1857 году) для нужд Дальнего Востока. Он обошелся в 445 069 рублей 74 копейки. Помимо «Японца» А. Е. Кроун заказал в Северо-Американских Соединенных Штатах транспорт «Манджур», землечерпательную машину, аппарат для вбивания свай, лесопильный завод, паровой молот и прочее, всего на 740 865 рублей 85 копеек (519 905 долларов 86 центов) включая доставку и другие расходы.
С 1857 года кораблём назначен командовать капитан-лейтенант Н. Я. Шкот, который с начала строительства занимал должность старшего офицера. По окончании строительства транспорт перешёл из Нью-Йорка к устью Амура через мыс Доброй Надежды.

## Конструкция
- Водоизмещение — 1379 тонн, (по другим данным — 1472 тонн[1])
- Длина — 85,6 метра,
- Ширина — 14,4 метра,
- Осадка — 6 метра,
- Мощность машины — 300 номинальных л. с.,
- Скорость — до 6 узлов под парами; до 10,5 ~ 12 узлов под парусами,
- 9 пушек малого калибра[1].

## Служба

### 1859 год

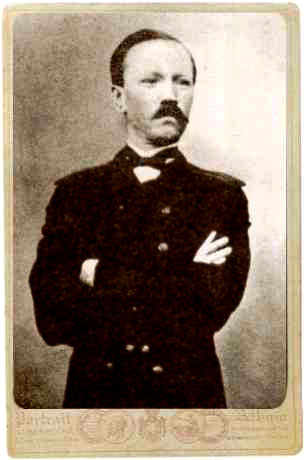
Николай Яковлевич Шкот

Транспорт «Японец» вошел в состав Сибирской флотилии в 1859 году наряду с пароходо-корветом «Америка», паровым транспортом «Манджур», винтовой шхуной «Восток», 5-пушечным пароходом «Амур» и паровым ботом «Суйфун» во главе которой стоял «Командир Сибирской флотилии и портов Восточного океана» контр-адмирал П. В. Казакевич. После включения в состав Сибирской флотилии транспорт выполнял грузовые рейсы в Татарском проливе и Амурском лимане обеспечивая нужды флотилии и военного ведомства. В один из рейсов снял с мели во внутренней части залива Посьета транспорт «Манджур».
С 5 (17) июня 1859 года «Японец» вошёл в отряд кораблей миссии Генерал-губернатора Восточной Сибири графа Н. Н. Муравьёва-Амурского и его чиновника особых поручений подполковника Д. И. Романова. В состав отряда также вошли: пароходо-корвет «Америка», корветы «Воевода», «Боярин», клиперы «Стрелок», «Пластун» и транспорт «Манджур». По пути к отряду присоединился клипер «Джигит». Первым пунктом захода был японский порт Хакодате, куда отряд пришёл 15 июня, в этот же день часть отряда («Америка», «Воевода», «Японец», «Манджур») под брейд-вымпелом графа Н. Н. Муравьева-Амурского начала переход с экспедицией В. М. Бабкина в гавани Южного Приморья. Во время перехода, 18 июня, у выхода из пролива Босфор Восточный (в то время англ. Hamelin Strata) была встречена шлюпка с корвета «Новик», отыскивающая партию топографов. Далее «Новик», «Японец» и «Манджур» зашли и описали бухту острова Русский (в то время англ. Port Deans Dundas, ныне эта бухта названа в честь корвета — Новик). По окончании работ отряд продолжил следовать в залив Посьета для встречи с «Америкой» и «Воеводой», и помощи экспедиции К. Ф. Будогосского, куда прибыл 23 июня с припасами и углем. В течение двух дней экипажами всех кораблей производился промер глубин у входа в гавань, и велись наблюдения за приливами и отливами. 25 июня корабли ушли из залива в Цин к генерал-майору Н. П. Игнатьеву с новой картой и уточнёнными сведениями для переговоров с властями Цинской империи об уточнении пограничной линии, определённой Айгунским договором.
Оттуда транспорт отправился на остров Сахалин, а оттуда с дипломатическими миссиями в японские порты.
Далее транспорт доставлял экспедиции для проведения гидрографических работ в районе Залива Петра Великого (в то время англ. Victoria Bay). И в 1859—1860 годах обустройством Поста Святой Ольги (ныне Ольга).

### 1860 год
25 января (6 февраля) 1860 года на «Японеце» умер матрос 8 флотского экипажа Стефан Гирешев (30 лет). Его похоронили на кладбище в Хакодате.

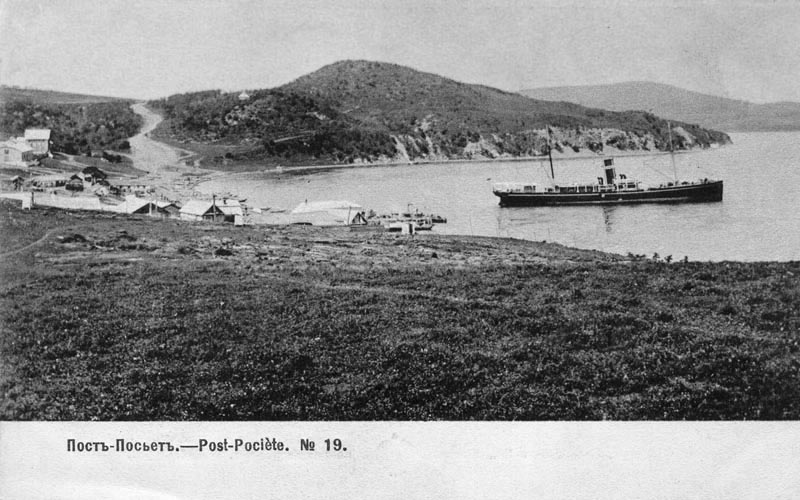
Посьет, 1900-е годы

В начале января 1860 года в Особом комитете под председательством Александра II было принято решение о наращивании российского присутствия в Тихом океане и создании Отряда судов в Китайском море. Возглавить создаваемый отряд было поручено И. Ф. Лихачёву. Прибыв в Хакодате, не ожидая прибытия кораблей из Николаевска, 7 апреля он отправился на транспорте «Японец» в залив Посьета. Вечером 11 апреля «Японец» бросил якорь в Новгородской гавани — внутренней бухте залива Посьета.

«Сего числа для основания поста отправились на берег: лейтенант Назимов, мичман Бенкович, один фельдшер, один артиллерийский кондуктор и 21 человек рядовых…»— Шханечный журнал транспорта «Японец». 11 апреля 1860 года
Снабдив группу провизией на два с половиной месяца, транспорт снялся с якоря 13 апреля и направился в Печилийский залив к формирующейся эскадре в Таку, и для оказания помощи посланнику Н. П. Игнатьеву. В состав первой независимой эскадры Тихого океана вошли: фрегат «Светлана», корветы «Посадник», «Боярин», клиперы «Джигит», «Разбойник», «Наездник», транспорт «Японец» и другие малые корабли.
16 июля «Японец» забрал матросов из залива Посьета, и в этот же день был отправлен Вусунг с тем, чтобы оттуда забрать курьера особых дел с казной и почтой и доставить в Хакодате к графу Н. Н. Муравьёву-Амурскому, и далее следовать в Николаевск с грузом.
27 октября «Японец» пришёл из Николаевска в гавань Тихая Пристань, доставив провизию для корвета «Воевода», и пять семей ссыльных поселенцев в пост Святой Ольги, которые основали здесь село Новинка. Также на транспорте прибыл купец Яков Семёнов с товаром. 6 ноября транспорт доставил во вновь основанный военный пост Владивосток дополнительную военную команду поста с продовольствием и двух осуждённых девушек на поселение, которых устроили на кухню. 15 декабря «Японец» прибыл в Печилийский залив с приказанием отправить «Боярина», «Воеводу» и «Джигит» в Кронштадт.

### 1861 — 1869 года
28 января 1861 года «Японец» прибыл в Нагасаки, а 15 февраля со снабжением убыл в южные гавани Приморья.
В марте «Японец» доставил во Владивосток инспекционную проверку майора Н. Н. Хитрово, а также капитан-лейтенанта Н. В. Копытова назначенного командиром корвета «Гридень».
В апреле Н. Я. Шкот на транспорте «Японец» осуществил успешную буксировку более чем 600 брёвен из залива Новик в залив Посьета для строительства поста. Далее «Японец» доставил одного унтер-офицера и 15 рядовых к устью реки Суйфун (ныне Раздольная), которые занялись устройством двух станций для постоянного сообщения между постами Новгородским и Владивостокским с крайними постами Уссурийской линии.
В сентябре транспорт доставил провизию на клипер «Гайдамак», который 28 августа 1861 года сел на мель у Дуэ. 30 мая 1862 года «Японец», «Калевала» и «Америка» завершили спасательную операцию стянув клипер с мели.
6 ноября 1862 года «Японец» прибыл во Владивосток.
До 1863 года «Японец» под командованием Н. Я. Шкота занимался гидрографическими исследованиями в Охотском и Японском морях, снабжением строящихся постов.

Русская эскадра на рейде Сан-Франциско

Во время польского восстания 1863 года произошло обострение дипломатических отношений России с Францией, Англией и Австрией. Поэтому были приведены вооруженные силы в состояние боевой готовности и розданы соответствующие приказы, на случай вмешательства иностранных держав. По распоряжению управляющего Морским министерством генерал-адъютанта Н. К. Краббе отряд контр-адмирала А. А. Попова должен был выйти к берегам Японии и Китая для крейсерства. Но А. А. Попов изменил назначение, выведя отряд в Сан-Франциско, так как многочисленная Английская эскадра опирающаяся на Гонконг, Шанхай и японские порты легко бы разгромила десять русских кораблей. Поход в Сан-Франциско также позволил укрепить отношения с Северо-Американскими Штатами, которые в тот момент вели борьбу с Южными штатами. В отряде для «Японца» отводилась роль корабля снабжения и связи. В начале октября транспорт с грузом угля прибыл на остров Кадьяк и вошел в гавань Святого Павла, где его ожидал офицер с запечатанным пакетом, содержавшим места встречи с крейсерами на случай военного времени.
В начале 1864 года Николай Яковлевич определён помощником командующего портов Восточного океана, а на его место назначен капитан-лейтенант В. И. Рыков. Под его началом транспорт ходил в Японском море и занимался гидрографическими работами.
13 июня 1865 года «Японец» прибыл в Николаевск из Шанхая, где он с осени 1864 года стоял стационером при российском консульстве. На переходе в заливе Де-Кастри (ныне Залив Чихачёва) транспорт взял на буксир транспорт «Гиляк», который доставил из Кронштадта генеральный груз, заявки из Аяна, Владивостока и Посьета, а также художника Ф. Ф. Баганца. С середины 1860-х годов на транспорте доставляли ссыльнокаторжных в Дуэ и Косунай.

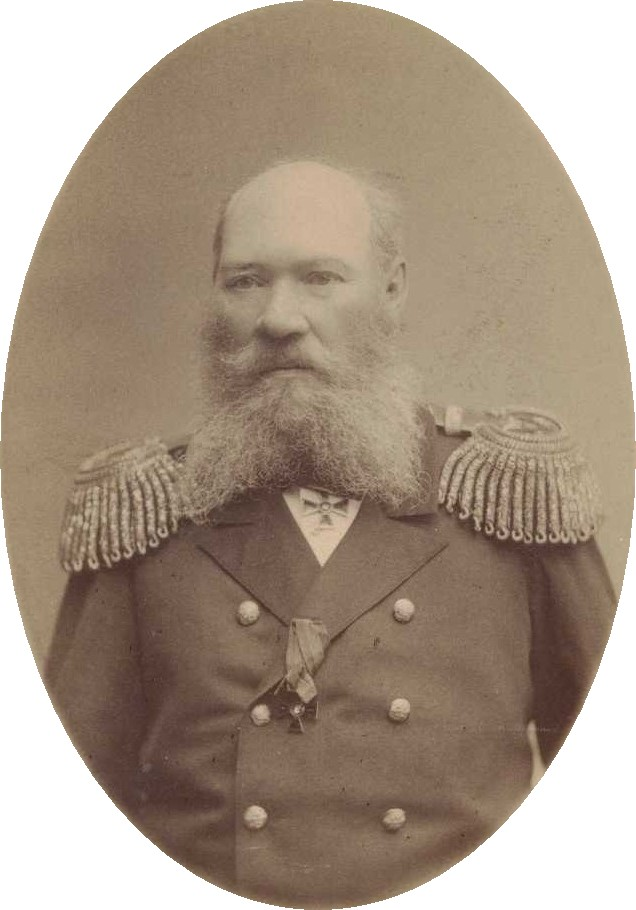
Фёдор Петрович Энегельм

В 1868 году «Японцем» назначен командовать лейтенант Ф. П. Энегельм.

### 1870 — 1879 года
С начала 1870-х годов транспорт участвовал в переносе главной базы Российского флота на Тихом океане из Николаевска во Владивосток. В 1872 году Фёдору Петровичу присвоен очередной чин капитан-лейтенанта. В этом же году «Японец» переведён на постоянное базирование в Золотой Рог. Осенью транспорт отправился к Татарскому проливу, и остался на зимовку в заливе Де-Кастри. Зима, цинга и сложные условия унесли жизни 17 членов экипажа.
С 1873 года командовать назначен капитан-лейтенант А. А. Остолопов. 30 апреля транспорт доставил уголь во Владивосток. До 1875 года транспорт ходил в Японском море и Татарском проливе с экспедицией лейтенанта Э. В. Майделя на борту, исполняя магнитные и гидрологические наблюдения.
К 1877 году «Вторая американская экспедиция» под командованием контр-адмирала О. П. Пузино сосредоточилась на рейде Сан-Франциско («Баян», «Всадник», «Абрек», «Горностай», «Японец», «Тунгус», «Восток», «Ермак»). В случае войны эскадра должна была напасть на Ванкувер для нанесения удара по учреждениям и уничтожать военные и купеческие суда противника, а затем перейти к Австралии и крейсировать у её берегов. После того как русско-британские отношения стали налаживаться, 30 апреля поступил приказ эскадре покинуть американские воды и вернуться к обычному несению службы.

### Дальнейшая служба
В 1879—1881 году «Японец» входил в состав Эскадры Тихого океана адмирала С. С. Лесовского.
В 1892 году корабль попал в аварию, после чего был исключен из состава Сибирской флотилии из за невозможности дальнейшего использования.

## Известные люди служившие на корабле

### Командиры
- 1857—1864 капитан-лейтенант Шкот Николай Яковлевич
- 1864—1868 капитан-лейтенант Рыков Василий Иванович
- 1868—1873 лейтенант, с 1872 года капитан-лейтенант Энегельм Фёдор Петрович
- 1873—18?? капитан-лейтенант Остолопов Алексей Аполлонович

### Другие должности
- 1859—1860 лейтенант А. С. Маневский
- 1861—1861 кадет К. М. Станюкович
- 1872—1873 старший офицер лейтенант Б. К. Деливрон
- ??.??.1869—??.??.1869 вахтенный начальник мичман Б. К. Деливрон[35]
- 04.10.1861—18.11.1861 гардемарин П. Н. Дурново[36]

## Память
- Название Японец носил пролив между островами Рейнеке и Рикорда, с 1972 года переименован в Амурский пролив[37].
- В честь транспорта была названа улица во Владивостоке. Название Японская, улица носила до 1908 года, когда была переименована в улицу Линевича. Современное название — улица Карла Либкнехта.